# Go! Go! Beckham! Adventure on Soccer Island
Go! Go! Beckham! Adventure on Soccer Island est un jeu vidéo d'action et de plates-formes développé par Denki et édité par Rage Software, sorti en 2002 sur Game Boy Advance.

## Système de jeu
Dans un monde cartoon peuplé de monstres, le joueur contrôle David Beckham en vue de profil. Son objectif est d'aller au bout des niveaux en utilisant les plates-formes et en se défendant grâce à son ballon de football. Le gameplay est proche de celui de Soccer Kid.

## Accueil
- Eurogamer : 8/10[1]
- Gamekult : 5/10[2]
- IGN : 7/10[3]
- Jeux vidéo Magazine : 14/20[4]
- Jeuxvideo.com : 11/20[5]